# Doris Lessing
Doris May Lessing, CH, geborene Taylor, bekannt als Doris Lessing (* 22. Oktober 1919 in Kermanschah, Iran; † 17. November 2013 in London;) war eine britische Schriftstellerin. Im Jahr 2007 erhielt sie den Nobelpreis für Literatur.

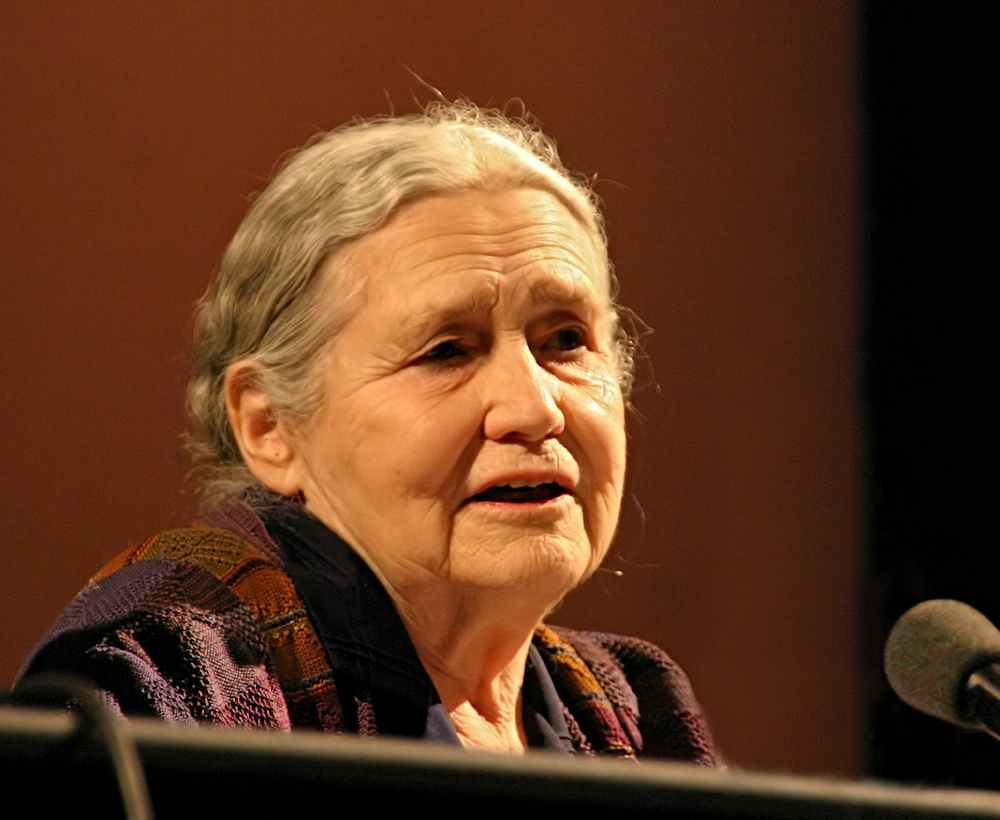
Doris Lessing bei einer Lesung auf der Lit.Cologne in Köln, 2006

## Leben
Doris May Taylor wurde als Tochter von Emily Maude Taylor, die als Krankenschwester in einem Lazarett arbeitete und vom Verlust ihres an der Front gefallenen Geliebten gezeichnet war, geboren. Ihr Vater war Alfred Taylor, ein Bankangestellter und Kriegsveteran. Körperlich und seelisch vom Krieg geschädigt, wollte er nicht länger in England leben. Er fand eine Anstellung bei der Imperial Bank of Persia. Die Familie lebte zunächst in Kermanschah, dann in Teheran. 1925 zog sie in die britische Kolonie Südrhodesien (heute Simbabwe), wo sie ein hartes Leben auf dem Land führte. Doris besuchte eine katholische Klosterschule und die Girls High School in der Hauptstadt Salisbury (dem heutigen Harare). Das riesige Stück Land im Besitz der Familie, eine Maisfarm, brachte keinen Reichtum, sodass ihre Mutter den Traum, ein großbürgerliches Dasein „unter den Wilden“ zu führen, aufgeben musste. Mit vierzehn Jahren brach sie die Schule ab und arbeitete erst als Kindermädchen und dann als Sekretärin. Die Autorin erlebte eine schwierige und unglückliche Kindheit, und ihre Texte über das Leben in den britischen Kolonien Afrikas sind voller Mitgefühl mit dem inhaltsleeren Dasein der britischen Siedler wie auch mit der trostlosen Lage der einheimischen Bevölkerung.
Im Jahr 1939 heiratete Doris Taylor Frank Charles Wisdom; das Paar bekam zwei Kinder (einen Sohn, geboren 1939, und eine Tochter, geborene 1943). 1943 wurde die Ehe geschieden, die Kinder blieben beim Vater. Später begründete sie ihre Entscheidung mit fehlenden Alternativen: „Lange habe ich das für eine gute Sache gehalten. Nichts ist langweiliger für eine intelligente Frau als endlose Zeit mit kleinen Kindern zu verbringen. Ich merkte, dass ich nicht die erste Wahl für Kindererziehung war. Ich hätte als Alkoholikerin oder als frustrierte Intellektuelle wie meine Mutter enden können.“ In zweiter Ehe heiratete sie 1945 den deutschen Emigranten Gottfried Lessing, mit dem sie 1947 einen weiteren Sohn namens Peter bekam, den sie nach der Scheidung 1949 mit nach England nahm und der sein ganzes Leben lang bei ihr blieb. In ihren letzten Jahren sorgte sie während seiner schweren Krankheit (Diabetes) für ihn; er starb drei Wochen vor ihr. Gottfried Lessings Schwester Irene war die Frau von Klaus Gysi und Mutter von Gabriele und Gregor Gysi. Nach ihrer zweiten Scheidung heiratete Doris Lessing nicht mehr; sie behielt den deutschen Nachnamen bei.
Der erste Roman von Doris Lessing wurde mit dem Titel The Grass Is Singing (Afrikanische Tragödie) gedruckt und erschien im Jahr 1950 in London nach ihrer Übersiedlung aus Rhodesien. Mit diesem schwarz-weißen Schicksalsdrama schaffte sie den literarischen Durchbruch. Im August 2015 wurde bekannt, dass Lessing zwischen 1943 und 1964 vom britischen Security Service umfassend überwacht worden war. 1982 wurde das mehr als zwei Jahrzehnte lang gegen sie verhängte Einreiseverbot für Südafrika und Südrhodesien aufgehoben. Danach besuchte sie ihre alte Heimat mehrfach wieder. Aus dieser Erfahrung entstand der Bericht «African Laughter: Four Visits to Zimbabwe» (1992, deutsch: Rückkehr nach Afrika).
Doris Lessing verstarb am 17. November 2013 in London. Sie wurde im Golders Green Crematorium in London eingeäschert, wo sich auch ihre Asche befindet.

## Literarisches Schaffen
Ihre „Afrikanische Tragödie“ The Grass Is Singing von 1950 gab anhand einer bewegenden und auch die Rassenfrage einbeziehenden Handlung erstmals einem Frauentypus der in Zentral- und Südafrika herrschenden weißen Minderheiten Gesicht und Stimme und fundierte Doris Lessings literarische Reputation. Während dieser Wegbereiter-Roman des Postkolonialismus in Großbritannien große Beachtung fand, kam er in Deutschland erst dreißig Jahre später heraus. Ihr bekanntester Roman „Das goldene Notizbuch“ erschien 1962 in englischer Sprache und 1978 in Deutschland.
Lessings literarisches Schaffen wird derzeit in drei Perioden eingeteilt:
- 1944 bis 1956 das sozialistische Thema, als sie radikale Gedanken über soziale Fragen verarbeitete
- 1956 bis 1969 das psychologische Thema
- danach das Sufismus-Thema (islamische Mystik), das von ihr ausführlich in dem fünfbändigen Science-Fiction-Romanzyklus Canopus im Argos: Archive bearbeitet wurde.

Nach dem Sufi-Thema beschäftigte sich Doris Lessing mit allen drei Themengebieten.
Auf die Frage, welches ihrer Werke sie selbst als das wichtigste ansehe, nannte Lessing die Romane des Zyklus Canopus in Argos. Diese Bücher gründen sich zum Teil auf die Weltsicht der Sufis bzw. des Sufismus, zu der Lessing auf Vermittlung von Idries Shah gelangte. Auch schon frühere Werke zeigen einen Anklang an dieses Thema, beispielsweise Briefing for a Descent into Hell und Memoirs of a Survivor (verfilmt 1981: Memoiren einer Überlebenden). Zwei Bücher des Zyklus wurden von Philip Glass als Oper adaptiert: 1988 The Making Of The Representative of Planet 8 und The Marriages between Zone Three, Four and Five 1997, wobei Lessing selbst die Bühnenfassungen schrieb.

### Das goldene Notizbuch (1962)
Ihr Roman The Golden Notebook (deutsche Fassung: „Das goldene Notizbuch“) wurde 1962 veröffentlicht. Im Mittelpunkt des Werks stehen Anna Wulf, eine politisch engagierte, intellektuelle und emanzipierte Frau, ihre Freundin Molly Jacobs, und deren Liebhaber und Kinder. Die Handlung spielt in Rhodesien bei Ausbruch des Zweiten Weltkriegs, im Milieu der Kommunistischen Partei im England der 1950er Jahre sowie unter Intellektuellen in London. Das Buch hat sowohl fiktionale als auch autobiografische Elemente, die in einer experimentellen Form subjektiv und nicht-linear erzählt werden. In der Literaturwissenschaft gilt das Goldene Notizbuch als Lessings Hauptwerk, bei der Verleihung des Literaturnobelpreises von 2007 an Lessing wurde das Werk entsprechend gewürdigt.

### Alfred und Emily (2008)
Alfred und Emily basiert auf dem Leben von Lessings Eltern. Die Würfel werden zweimal geworfen: Beim ersten Wurf hat der Erste Weltkrieg mit England nicht viel zu tun; Alfred und Emily führen ein Leben, das viele ihrer Träume erfüllt und sie heiraten einander nicht (Teil 1). Infolge des zweiten Wurfs finden sich die beiden als Eheleute auf einer mageren Farm in Südrhodesien wieder und nicht nur der Erste, sondern auch der Zweite Weltkrieg hat Auswirkungen auf beide Generationen der Familie (Teil 2). Das Werk weist eine neue hybride Form auf und besteht aus Erzählung („Novella“), Notizbuch, Memoiren, einem enzyklopädischen Eintrag, zwei Epitaphen und einem Epigraph aus Lady Chatterly’s Lover von D. H. Lawrence. Die letzten beiden Kapitel im zweiten Teil sind als Anhänge angesehen worden, weil sie auf den Versöhnungsprozess der Tochter Doris Lessing mit ihrer Mutter, Emily McVeagh Tayler, folgen.

## Rezeption
Das goldene Notizbuch gilt unter Literaturwissenschaftlern als ihr Hauptwerk. Es handelt sich hierbei um einen Klassiker der Moderne. Verschiedene Kritiker vergleichen Doris Lessing mit Virginia Woolf und nennen sie die beiden großen Frauen der englischen Literatur des 20. Jahrhunderts. Andere, wie der Literaturkritiker Marcel Reich-Ranicki, zeigten sich enttäuscht über die Vergabe des Literaturnobelpreises an Doris Lessing.
Lessing wurde 1972 erstmals für den Literaturnobelpreis nominiert. Spätere Nominierungen sind wegen der 50-jährigen Geheimhaltungsfrist bislang (Stand: Dezember 2022) nicht bekannt. Am 11. Oktober 2007 gab die Schwedische Akademie ihren Beschluss bekannt, „der Epikerin weiblicher Erfahrung, die sich mit Skepsis, Leidenschaft und visionärer Kraft eine zersplitterte Zivilisation zur Prüfung vorgenommen“ habe, den Nobelpreis für Literatur des Jahres 2007 zuzuerkennen. Da Doris Lessing zum Zeitpunkt der Preisübergabe krankheitsbedingt nicht nach Schweden reisen konnte, nahm ihr britischer Verleger Nicholas Pearson für sie den Preis entgegen und las auch die traditionelle Nobelvorlesung aus der Feder von Doris Lessing vor.

## Auszeichnungen
- 1954: Somerset Maugham Award
- 1974: Ehrenmitglied der American Academy of Arts and Letters[11]
- 1976: Prix Médicis étranger
- 1981: Österreichischer Staatspreis für Europäische Literatur
- 1982: Shakespeare-Preis der Alfred Toepfer Stiftung F. V. S., Hamburg
- 1986: WH Smith Literary Award
- 1987: Palermo Prize
- 1987: Premio Letterario Internazionale Mondello
- 1989: Premio Grinzane Cavour
- 1995: James Tait Black Memorial Prize
- 1995: Los Angeles Times Book Prize
- 1999: Mitglied des Order of the Companions of Honour[12]
- 1999: Premi Internacional Catalunya
- 2001: David Cohen Prize
- 2001: Companion of Honour from the Royal Society of Literature
- 2001: Prinz-von-Asturien-Preis
- 2002: S.T. Dupont Golden PEN Award
- 2007: Nobelpreis für Literatur – Rede zur Preisverleihung: Prize Presentation. (Video) nobelprize.org, 30. Januar 2008, abgerufen am 4. Dezember 2015 (englisch). Doris Lessing: Nobelvorlesung. Den Nobelpreis nicht gewinnen. Nobelprize.org, 7. Dezember 2007, abgerufen am 4. Dezember 2015.
- 2018: Doris-Lessing-Allee im Norden der Seestadt Aspern im 22. Wiener Gemeindebezirk, Donaustadt, nach ihr benannt.[13]

## Bibliografie

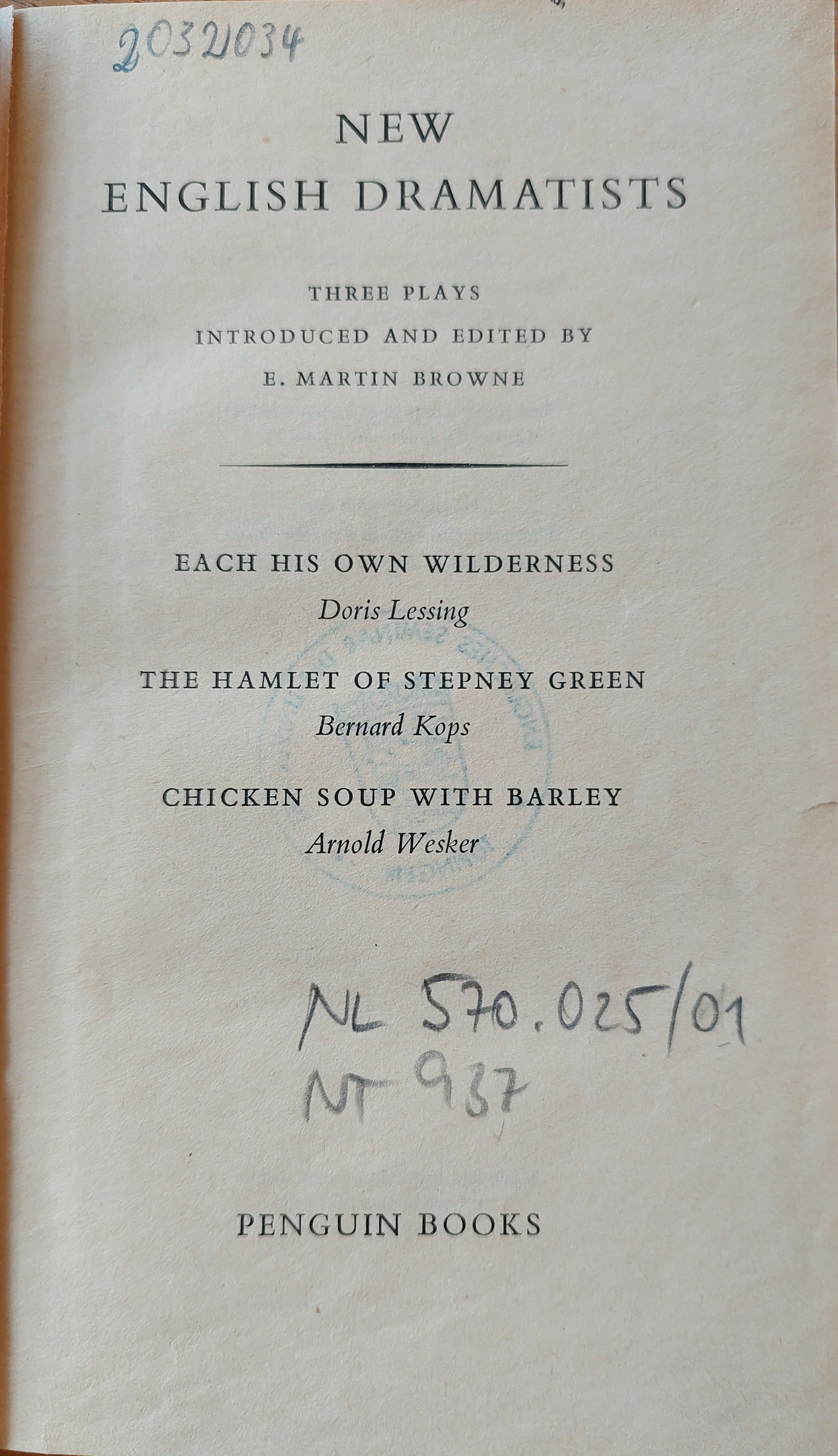
New English Dramatists 1 (1959)

Romanzyklus Children of Violence / Kinder der Gewalt
- Martha Quest. 1952.
  - Deutsch: Martha Quest. Roman. Übersetzt von Karin Kersten und Iris Wagner. Klett-Cotta, Stuttgart 1981.
- A Proper Marriage. 1954.
  - Deutsch: Eine richtige Ehe. Übersetzt von Karin Kersten und Iris Wagner. Klett-Cotta, Stuttgart 1982, ISBN 3-608-95082-6.
- A Ripple from the Storm. 1958.
  - Deutsch: Sturmzeichen. Übersetzt von Karin Kersten und Iris Wagner. Klett-Cotta, Stuttgart 1983, ISBN 3-608-95083-4.
- Landlocked. 1965.
  - Deutsch: Landumschlossen. Übersetzt von Karin Kersten und Iris Wagner. Klett-Cotta, Stuttgart 1983, ISBN 3-608-95084-2.
- The Four-Gated City. 1969.
  - Deutsch: Die viertorige Stadt. Übersetzt von Karin Kersten und Iris Wagner. Klett-Cotta, Stuttgart 1984, ISBN 3-608-95085-0.

Romanzyklus Canopus in Argos: Archives / Canopus im Argos: Archive.
- Shikasta. 1979.
  - Deutsch: Shikasta. Persönliche, psychologische und historische Dokumente zum Besuch von JOHOR (George Sherban), Abgesandter (Grad 9) 87. der Periode der Letzten Tage Übersetzt von Helga Pfetsch. S. Fischer/Goverts, Frankfurt am Main 1983, ISBN 3-10-043906-6.
- The Marriages Between Zones Three, Four, and Five. 1980.
  - Deutsch: Die Ehen zwischen den Zonen Drei, Vier und Fünf. Übersetzt von Manfred Ohl und Hans Sartorius. S. Fischer/Goverts, Frankfurt am Main 1984, ISBN 3-10-043907-4.
- The Sirian Experiments. 1980.
  - Deutsch: Die sirianischen Versuche: Ein Bericht von Ambien II, einer der fünf. Übersetzt von Manfred Ohl und Hans Sartorius. S. Fischer/Goverts, Frankfurt am Main 1985, ISBN 3-10-043908-2.
- „Martha Quest“ 1981.
- The Making of the Representative for Planet 8. 1982.
  - Deutsch: Die Entstehung des Repräsentanten von Planet 8. Übersetzt von Manfred Ohl und Hans Sartorius. S. Fischer/Goverts, Frankfurt am Main 1985, ISBN 3-10-043909-0.
- The Sentimental Agents in the Volyen Empire. 1983.
  - Deutsch: Die sentimentalen Agenten im Reich Volyen. Übersetzt von Manfred Ohl und Hans Sartorius. S. Fischer/Goverts, Frankfurt am Main 1985, ISBN 3-10-043910-4.

Einzelromane
- The Grass Is Singing. 1950.
  - Deutsch: Afrikanische Tragödie. Übersetzt von Ernst Sander. Bertelsmann, Gütersloh 1953.
- Retreat to Innocence. 1956.
- The Golden Notebook. 1962.
  - Deutsch: Das goldene Notizbuch. Übersetzt von Iris Wagner. Goverts, Frankfurt am Main 1978, ISBN 3-7740-0485-4. Auch als Fischer TB #5396, 1995, ISBN 3-596-25396-9.
- Briefing for a Descent into Hell. 1971.
  - Deutsch: Anweisung für einen Abstieg zur Hölle. Übersetzt von Iris Wagner. S. Fischer/Goverts, Frankfurt am Main 1981, ISBN 3-10-043905-8.
- The Summer Before the Dark. 1973.
  - Deutsch: Der Sommer vor der Dunkelheit. Übersetzt von Jürgen Abel. Rowohlt, Reinbek 1975, ISBN 3-498-03815-X.
- Memoirs of a Survivor (1974)
  - Deutsch: Die Memoiren einer Überlebenden. Übersetzt von Rudolf Hermstein. Goverts, Frankfurt am Main 1979. Auch als Fischer TB #5202, 1995, ISBN 3-596-25202-4.
- To Room Nineteen. 1978.
- The Diary of a Good Neighbour. 1983. (als Jane Somers)
  - Deutsch: Das Tagebuch der Jane Somers. Übersetzt von Barbara Schönberg. Klett-Cotta, Stuttgart 1984, ISBN 3-608-95252-7.
- If the Old Could … 1984. (als Jane Somers)
  - Deutsch: Die Liebesgeschichte der Jane Somers. Übersetzt von Barbara Schönberg. Klett-Cotta, Stuttgart 1985, ISBN 3-608-95343-4.
- The Good Terrorist. 1985.
  - Deutsch: Die Terroristin. Übersetzt von Manfred Ohl u. Hans Sartorius. S. Fischer/Goverts, Frankfurt am Main 1986, ISBN 3-10-043911-2.
- The Fifth Child. 1988.
  - Deutsch: Das fünfte Kind. Übersetzt von Eva Schönfeld. Hoffmann und Campe, Hamburg 1988, ISBN 3-455-01907-2.
- Love, Again. 1996.
  - Deutsch: Und wieder die Liebe. Übersetzt von Irene Rumler. Hoffmann und Campe, Hamburg 1996, ISBN 3-455-04391-7.
- Mara and Dann. 1999.
  - Deutsch: Mara und Dann. Übersetzt von Barbara Christ. Hoffmann und Campe, Hamburg 2001, ISBN 3-455-04393-3.
- Ben, in the World. 2000. (Fortsetzung von The Fifth Child)
  - Deutsch: Ben in der Welt. Übersetzt von Lutz Kliche. Hoffmann und Campe, Hamburg 2000, ISBN 3-455-04394-1.
- The Sweetest Dream. 2001.
  - Deutsch: Ein süßer Traum. Übersetzt von Barbara Christ. Hoffmann und Campe, Hamburg 2001, ISBN 3-455-04387-9.
- The Story of General Dann and Mara’s Daughter, Griot and the Snow Dog (2005, Fortsetzung von Mara and Dann)
  - Deutsch: Die Geschichte von General Dann und Maras Tochter, von Griot und dem Schneehund. Übersetzt von Barbara Christ. Hoffmann und Campe, Hamburg 2006, ISBN 3-455-04385-2.
- The Cleft. 2007.
  - Deutsch: Die Kluft. Übersetzt von Barbara Christ. Hoffmann und Campe, Hamburg 2007, ISBN 978-3-455-40075-5.

Sammlungen
- This Was the Old Chief’s Country. 1951.
- Five Short Novels. 1953.
- The Habit of Loving. 1957.
- A Man and Two Women. 1963.
- African Stories. 1964.
- Winter in July. 1966.
- The Black Madonna. 1966.
- Nine African Stories. 1968.
- The Story of a Non-Marrying Man and Other Stories (1972, auch als The Temptation of Jack Orkney and Other Stories.)
- This Was the Old Chief’s Country: Collected African Stories, Vol. 1. 1973.
- The Sun Between Their Feet: Collected African Stories, Vol. 2. 1973.
- To Room Nineteen: Collected Stories, Vol. 1. 1978.
- The Temptation of Jack Orkney: Collected Stories, Vol. 2. 1978.
  - Deutsch: Die Versuchung des Jack Orkney. Übersetzt von Adelheid Dormagen. Klett-Cotta, Stuttgart 1983, ISBN 3-608-95223-3.
- Stories. 1978.
- Through the Tunnel. 1990.
- London Observed: Stories and Sketches. 1992.
- The Real Thing: Stories and Sketches. 1992.
- Spies I Have Known. 1995.
- The Pit. 1996.
- The Grandmothers: Four Short Novels. 2003.
  - Deutsch: Ein Kind der Liebe. Übersetzt von Barbara Christ. Hoffmann und Campe, Hamburg 2004, ISBN 3-455-04386-0.

Deutsche Einzelveröffentlichungen:
- Die andere Frau : Erzählung. Übersetzt von Ernst Sander. Das kleine Buch #70. Bertelsmann, Gütersloh 1954 (Originaltitel: The Other Woman).
- Der Zauber ist nicht verkäuflich : 5 Erzählungen aus Afrika. Übersetzt von Lore Krüger. Tribüne, Berlin (Ost) 1956.
- Vergnügen. (7) Erzählungen. Deutscher Taschenbuch Verlag, München 1984, ISBN 3-423-10327-2.
- Wie ich endlich mein Herz verlor. Erzählungen. Deutscher Taschenbuch Verlag, München 1985.

Stücke
- Before the Deluge. 1953.
- Mr. Dollinger. 1958.
- Each His Own Wilderness. 1958, 1959.
  - Deutsch: Jedem seine eigene Wildnis. Übersetzt von Armin Thorn. Hunziger, Bad Homburg 1987.
- The Truth about Billy Newton. 1960.
- Play with a Tiger. 1962.
- The Grass Is Singing. 1962. (Fernsehspiel)
- The Storm. 1966. (nach einem Stück von Alexander Ostrowsky)
- Please Do Not Disturb. 1966. (Fernsehspiel)
- Care and Protection. 1966. (Fernsehspiel)
- Between Men. 1967. (Fernsehspiel)
- The Singing Door. 1973.
- The Making of the Representative for Planet 8. 1988. (Libretto, mit Musik von Philip Glass)

Katzengeschichten und -bücher
- Particularly Cats. 1967.
- Particularly Cats and Rufus the Survivor. 1993.
- The Old Age of El Magnifico. 2000.
- On Cats (2002, Sammelausgabe der Katzenbücher)

Gedichte
- Fourteen Poems. 1959.

Autobiografisches
- Going Home. 1957.
  - Deutsch: Heimkehr. Übersetzt von Karin Kersten. Klett-Cotta, Stuttgart 1988, ISBN 3-608-95318-3.
- African Laughter. Four Visits to Zimbabwe (1992)
  - Deutsch: Rückkehr nach Afrika. Übersetzt von Anette Grube. Hoffmann und Campe, Hamburg 1992, ISBN 3-455-04389-5.
- Under My Skin: Volume One of My Autobiography, to 1949. 1994.
  - Deutsch: Unter der Haut : Autobiographie 1919–1949. Übersetzt von Karen Nölle-Fischer. Hoffmann und Campe, Hamburg 1994, ISBN 3-455-04390-9.
- Walking in the Shade: Volume Two of My Autobiography 1949 to 1962. 1997.
  - Deutsch: Schritte im Schatten : Autobiographie 1949–1962. Übersetzt von Christel Wiemken. Hoffmann und Campe, Hamburg 1997, ISBN 3-455-04392-5.
- Alfred and Emily. 2008.
  - Deutsch: Alfred und Emily. Übersetzt von Barbara Christ. Hoffmann und Campe, Hamburg 2008, ISBN 978-3-455-40135-6.

Essayistisches
- In Pursuit of the English. 1960.
- Prisons We Choose to Live Inside. 1987.
- The Wind Blows Away Our Words. 1987.
- A Small Personal Voice. 1994.
  - Deutsch: Mit leiser, persönlicher Stimme. Übersetzt von Regine Laudann. S. Fischer/Goverts, Frankfurt am Main 1989, ISBN 3-10-043915-5.
- Conversations. 1994. (Interviews, hrsg. von Earl G. Ingersoll)
- Putting the Questions Differently. 1996. (Interviews, hrsg. von Earl G. Ingersoll)
- Time Bites: Views and Reviews. 2004.
- On Not Winning the Nobel Prize. (Nobelpreisrede 2007, 2008 erschienen)